# روث إي. كارتر
روث إي. كارتر (بالإنجليزية: Ruth E. Carter)‏ هي مصممة أزياء تقليدية أمريكية، ولدت في 10 أبريل 1960 في سبرينغفيلد في الولايات المتحدة.

## وصلات خارجية
- الموقع الرسمي
- روث إي. كارتر على موقع IMDb (الإنجليزية)
- روث إي. كارتر على موقع أول موفي (الإنجليزية)
- روث إي. كارتر على موقع قاعدة بيانات الأفلام السويدية (السويدية)
- روث إي. كارتر على موقع قاعدة بيانات الفيلم (الإنجليزية)